# Simpang Heran
Simpang Heran is een bestuurslaag in het regentschap Ogan Komering Ilir van de provincie Zuid-Sumatra, Indonesië. Simpang Heran telt 1750 inwoners (volkstelling 2010).